# Las Vegas Power Energy Drink/Saison 2013
Dieser Artikel listet Erfolge und Fahrer des Radsportteams Las Vegas Power Energy Drink in der Saison 2013 auf.

## Mannschaft
| Name                            | Geburtstag         | Nationalität | Team 2012               |
| ------------------------------- | ------------------ | ------------ | ----------------------- |
| Artur Detko                     | 18. Februar 1983   | Polen        | Bank BGŻ (2011)         |
| Wojciech Halejak                | 27. Mai 1983       | Polen        | Mróz Active Jet (2010)  |
| Sławomir Kohut 1 (bis 31. Juli) | 18. September 1977 | Polen        | Miche-Guerciotti (2011) |
| Konrad Kott                     | 18. November 1993  | Polen        | BDC-Marcpol Team        |
| Sebastian Kurowski              | 16. April 1993     | Polen        | Neoprofi                |
| Tomasz Lisowicz                 | 23. Februar 1977   | Polen        | Bank BGŻ (2011)         |
| Jarosław Rębiewski              | 27. Februar 1974   | Polen        | Bank BGŻ (2011)         |
| Wojciech Skarżyński             | 22. April 1989     | Polen        | Neoprofi                |
| Kornel Sójka                    | 8. Februar 1990    | Polen        | Neoprofi                |
| Damian Tomczak                  | 11. September 1991 | Polen        | Neoprofi                |
| Adam Wadecki                    | 23. Dezember 1977  | Polen        | BDC-Marcpol Team        |
| Piotr Wojciechowski             | 9. Juni 1992       | Polen        | Neoprofi                |
| Kamil Zieliński                 | 3. März 1988       | Polen        | CCC Polsat Polkowice    |